# 羅拔·佐治·莊臣
羅拔·佐治·莊臣（英語：Robert George Johnson，1925年3月24日—1969年4月7日）是一位美國律師和政治家。約翰出生在明尼蘇達州明尼阿波利斯。他去了明尼蘇達州赫克托爾的公立學校。莊臣在二戰期間在美國海軍服役，是一名飛行員。他在明尼蘇達大學獲得學士學位和法律學位，然後在明尼蘇達州的威爾馬從事法律工作。莊臣曾在威爾瑪學校董事會任職。莊臣從1967年起在明尼蘇達州參議院任職，直到1969年去世。他在明尼蘇達州威爾馬的家中死於癌症。